# Hydrellia fusca
Hydrellia fusca är en tvåvingeart som först beskrevs av Christian Stenhammar 1844.  Hydrellia fusca ingår i släktet Hydrellia och familjen vattenflugor. Arten är reproducerande i Sverige. Inga underarter finns listade i Catalogue of Life.